# Gynoplistia (Gynoplistia) anthracina
Gynoplistia (Gynoplistia) anthracina is een tweevleugelige uit de familie steltmuggen (Limoniidae). De soort komt voor in het Australaziatisch gebied.